# Olympische Sommerspiele 2000/Teilnehmer (Moldau)
| Gelbes Symbol für Goldmedaillen mit stilisierten Olympischen Ringen | Graues Symbol für Silbermedaillen mit stilisierten Olympischen Ringen | Braundes Symbol für Bronzemedaillen mit stilisierten Olympischen Ringen |
| ------------------------------------------------------------------- | --------------------------------------------------------------------- | ----------------------------------------------------------------------- |
| —                                                                   | 1                                                                     | 1                                                                       |

Die Republik Moldau nahm an den Olympischen Sommerspielen 2000 im australischen Sydney mit einer Delegation von 34 Sportlern, 29 Männer und 5 Frauen, in 7 Sportarten teil.
Nach 1996 war es die zweite Teilnahme Moldaus bei Olympischen Sommerspielen. Der Gewichtheber Vadim Vacarciuc trug die Flagge der Republik Moldau während der Eröffnungsfeier.

## Teilnehmer nach Sportarten

### Boxen
- Vitalie Grușac
Weltergewicht: Bronze

### Gewichtheben
- Vladimir Popov
Federgewicht: 7. Platz
- Vadim Vacarciuc
Mittelschwergewicht: 5. Platz
- Alexandru Bratan
Superschwergewicht: 6. Platz

### Judo
- Gheorghe Kurgheleasvili
Superleichtgewicht: 9. Platz
- Victor Bivol
Halbleichtgewicht: 1. Runde
- Victor Florescu
Mittelgewicht: 1. Runde
- Ludmila Cristea
Leichtgewicht: 1. Runde

### Leichtathletik
- Vitalie Cerches
800 m, 1. Lauf
- Vadim Zadoinov
400 m Hürden, 1. Lauf
- Iaroslav Mușinschi
3000 m Hindernis, 1. Lauf
- Ion Emilianov
Kugelstoßen, Qualifikation
- Roman Rozna
Hammerwurf, Qualifikation
- Efim Motpan
20 km Gehen, DNF
- Fedosei Ciumacenco
50 km Gehen, DQ
- Valeriu Vlas
Marathon, 55. Platz
- Inna Gliznutza
Hochsprung, Qualifikation
- Olga Bolșova
Hochsprung, Qualifikation
- Valentina Enachi
Marathon, DNF

### Ringen
- Vitalie Railean
Freistil Bantamgewicht: 7. Platz
- Octavian Cuciuc
Freistil Federgewicht: 12. Platz
- Ruslan Bodișteanu
Freistil Leichtgewicht: 10. Platz
- Ion Diaconu
Freistil Weltergewicht: 6. Platz

### Schießen
- Oleg Moldovan
Laufende Scheibe 10 Meter: Silber

### Schwimmen
- Serghei Stolearenco
50 m Freistil, 1. Runde
- Andrei Cecan
200 m Freistil, 1. Runde
- Victor Rogut
400 m Freistil, 1. Runde
- Dumitro Zastoico
100 m Schmetterling, 1. Runde
200 m Schmetterling, 1. Runde
- Vadim Tatarov
100 m Brust, 1. Runde
- Alexandru Ivlev
100 m Brust, 1. Runde
- Andrei Mihailov
200 m Brust, 1. Runde
- Andrei Zaharov
200 m Lagen, 1. Runde
- Serghei Mariniuc
400 m Lagen, 1. Runde
- Maria Tregubova
50 m Freistil, 1. Runde